# Liră sud-sudaneză
Lira sud-sudaneză (în engleză South Sudanese pound) este deviza oficială a Sudanului de Sud, care a intrat în circulație la 18 iulie 2011, ca urmare a proclamării independenței acestei țări, la 9 iulie 2011. Lira sud-sudaneză este împărțită în 100 de piaștri · . Are cod ISO 4217: SSP.
Lira sud-sudaneză înlocuiește lira sudaneză, la rata de schimb de 1 liră sud-sudaneză = 1 liră sudaneză. Lira sudaneză, care înlocuise dinarul sudanez, urmează, în curând, să fie și ea înlocuită cu o nouă monedă. 

Efigia lui John Garang, liderul istoric al rebeliunii sud-sudaneze, timp de douăzeci de ani, figurează pe noile bancnote  sud-sudaneze.

## Cursuri de referință
- La 3 august 2011: 
  - 1 SSP = 1 SDG (fix)
  - 1 EUR = 3,826 SSP
  - 1 SSP = 0,261 EUR
  - 1 CHF = 3,527 SSP
  - 1 SSP = 0,283 CHF

## Monede metalice
Sud-sudanezii trebuiau să dispună de bancnote în cupiuri de 1, 5, 10, 25, 50 și 100 de lire, precum și de monede metalice de 1, 5, 25 și 50 de piaștri. Totuși, ca urmare a absenței totale de monedă metalică, autoritățile noului stat sud-sudanez au pus în circulație, la 19 octombrie 2011, 3 cupiuri divizionare exprimate în piaștri, cu valori nominale de 5, 10 și 25 de piaștri. O monedă (sau mai degrabă o medalie) bimetalică cu valoarea nominală de 20 de lire a fost emisă în 2011, dar fără drept legal de circulație..
Monedele metalice în circulație sunt:
- 1 piastru
- 5 piaștri
- 25 piaștri
- 50 piaștri.[9]

## Bancnote
Bancnotele prezintă imaginea lui John Garang, liderul mișcării independentiste sud-sudaneze. 
Cupiurile disponibile în prezent sunt:
- 1 liră sud-sudaneză
- 5 lire sud-sudaneze
- 10 lire sud-sudaneze
- 25 lire sud-sudaneze
- 50 lire sud-sudaneze
- 100 lire sud-sudaneze.[11]